# Programa Mejoramiento de Barrios
El Programa Mejoramiento de Barrios (PROMEBA) es un programa de vivienda social gubernamental que se lleva a cabo en Argentina desde el año 1997. Su objetivo es el mejoramiento de las condiciones de vivienda y hábitat en barrios marginales y asentamientos informales (llamadas localmente villas miseria) de zonas urbanas de más de 5.000 habitantes.

## Características
El PROMEBA no está concebido como programa de construcción de viviendas, sino que apunta, al igual que el programa brasileño Favela-Bairro, al mejoramiento de las viviendas existentes y a la provisión de servicios públicos como agua potable, gas y electricidad. Solamente se construyen viviendas completas en casos en los cuales no es posible el mejoramiento de las mismas, por ejemplo en zonas de extrema densidad poblacional o en zonas inundables. Además se regulariza la tenencia de los terrenos, en los casos en los que esta sea informal o irregular.

## Gestión y financiamiento
El programa es llevado a cabo por la Subsecretaría de Desarrollo Urbano y Vivienda del Ministerio de Planificación Federal, Inversión Pública y Servicios del gobierno nacional argentino. El financiamiento es provisto principalmente por una línea de crédito del Banco Interamericano de Desarrollo y por financiamiento directo de parte del Gobierno de la Nación Argentina. Los fondos son provistos a municipios y provincias en materia de subsidios, y el pago de las cuotas de los créditos es dividido entre la Nación y las provincias.
- En el PROMEBA I se invirtieron 150 millones de dólares, aportando el BID 102 millones y la Nación los restantes 48 millones.[1]
- El PROMEBA II costó 390 millones de dólares estadounidenses, basado en una línea de crédito del BID de 350 millones. La Nación aportó 40 millones de manera directa.[2]

## Alcance
Hasta el año 2012 se llevaron a cabo dos etapas del programa, llamadas Promeba I y Promeba II. El primer crédito para la tercera etapa Promeba III fue aprobado por el BID en diciembre de 2011.
Los números de grupos familiares beneficiados por el programa son los siguientes:
- PROMEBA I (1997-2011) y PROMEBA II (2007-actualidad) : 132.457 familias (hasta septiembre de 2012)[4]
- PROMEBA III (estimación): 70.000 familias[3]